# Nitten røde roser
Nitten røde roser er en dansk film fra 1974, skrevet og instrueret af Esben Høilund Carlsen efter en roman af Torben Nielsen. Jens Okking modtog Bodilprisen for bedste mandlige birolle for sin rolle.

## Medvirkende
- Henning Jensen – William Brehmer
- Poul Reichhardt – Kriminalassistent Ancher
- Jens Okking – Kriminalassistent Brask
- Ulf Pilgaard – Kriminalassistent Rieger
- Holger Juul Hansen – Kriminalkommisær Runge
- Troels Munk – Henri Durant
- Lisbet Lipschitz – Gudrun Durant
- Helle Virkner – Marianne Durant
- Mogens Brix-Pedersen – Otto Lintz
- Birgit Sadolin – Margit Lintz
- Paul Hüttel – Poul Steffensen
- Bendt Rothe – Janus Bech
- Birgitte Federspiel – Louise Bech
- Lene Vasegaard – Charlotte Nørlund
- Rasmus Windfelt – Charlotte Nørlunds søn
- Preben Lerdorff Rye – Holger Hjort
- Pia Grønning – Bitten Hjort
- Holger Munk – Direktør Pelving
- Vibeke Juul Bengtsson – Direktør Pelvings sekretær
- Bente Puggaard-Müller – Politibetjent
- Per Årman – Spejderfører